# جان هيرمانز
جان هيرمانز (31 يناير 1914 – 2 أغسطس 1970) هو مبارز بالسيف بلجيكي راحل، مثّل بلاده في الألعاب الأولمبية الصيفية 1936.

## روابط رياضية
جان هيرمانز على موقع أوليمبيديا (الإنجليزية)